# モーリス・クランパッカー邸
モーリス・クランパッカー邸（英: Maurice Crumpacker House）は、アメリカ合衆国オレゴン州の弁護士で同州選出の連邦下院議員だったモーリス・E・クランパッカーが1920年代に居住していた旧宅である。

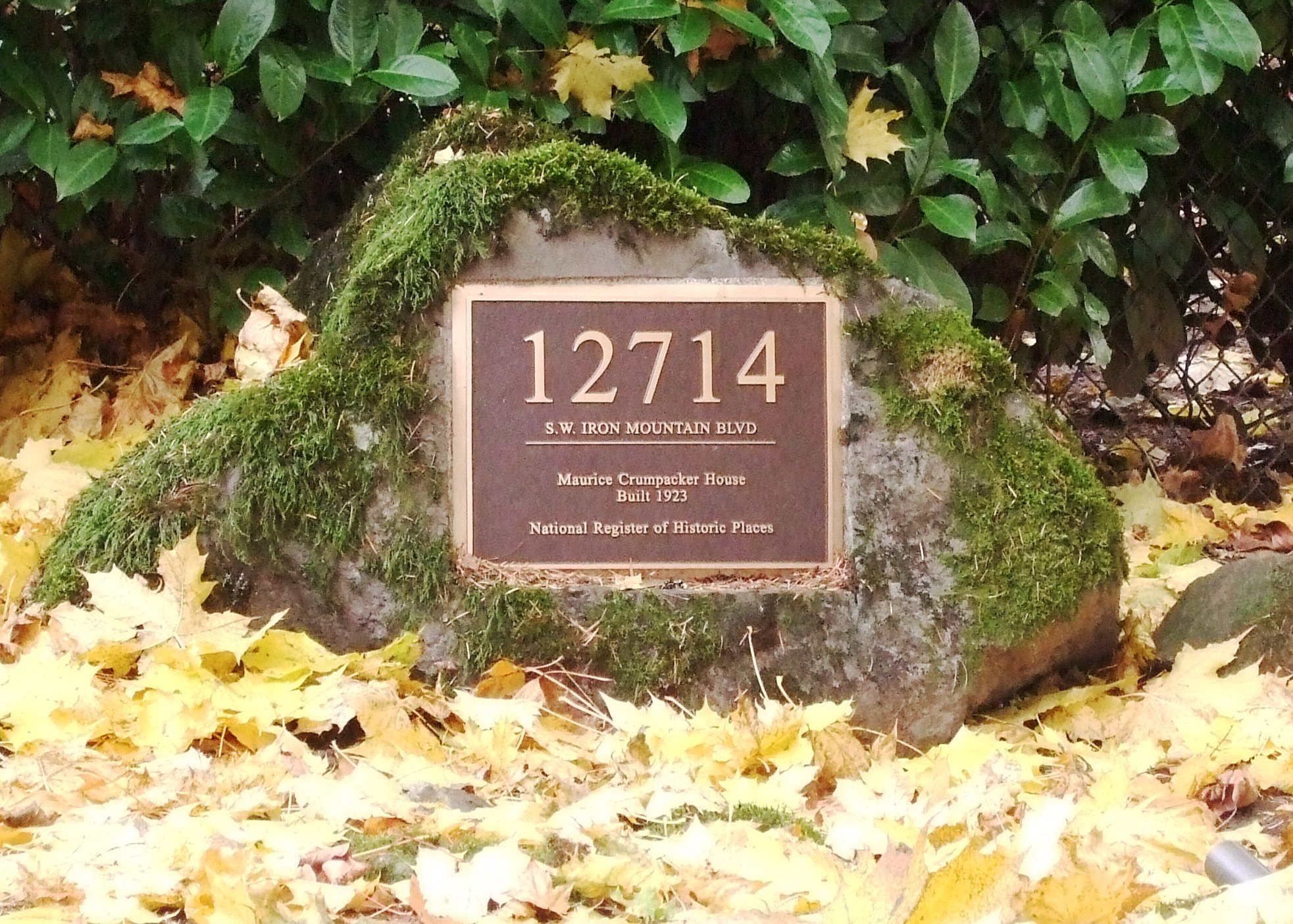
国家歴史登録財であることを示す看板

ポートランドの建築家ウェード・ハンプトン・パイプスの設計により1923年に建造された。ポートランド近郊の非法人地域ダンソープに所在する。1992年、国家歴史登録財に追加された。